# إدوارد مولر (كاهن كاثوليكي)
إدوارد مولر (بالألمانية: Eduard Müller)‏ هو كاهن كاثوليكي ألماني، ولد في 1911 في نويمونستر في ألمانيا، وتوفي في 1943 في هامبورغ في ألمانيا بسبب مقصلة.